# Proteínas Wnt
Las proteínas Wnt son un grupo de proteínas que forman parte del grupo de moléculas de señalización para procesos biológicos y del desarrollo. Se han estudiado particularmente por su relación con procesos oncológicos y  diversas condiciones paraneoplásicas.

El nombre es una contracción del inglés Wingless e Int, los primeros genes identificados que codifican estas proteínas.

## Historia
Las proteínas Wnt son la expresión de los genes Wnt.  La historia de su descubrimiento se remonta a las décadas 1920 y 1930, al desarrollarse herramientas de investigación en ratones con alta incidencia de cáncer concluyendo con el descubrimiento del virus del cáncer mamario de ratón en 1949.
En 1982 se aisló e identificó el gen int-1 en ratón.
La mutación wingless se descubrió en Drosophila Melanogaster el año 1973. Posteriormente, en el año 1987, se logró la clonación del gen wingless.

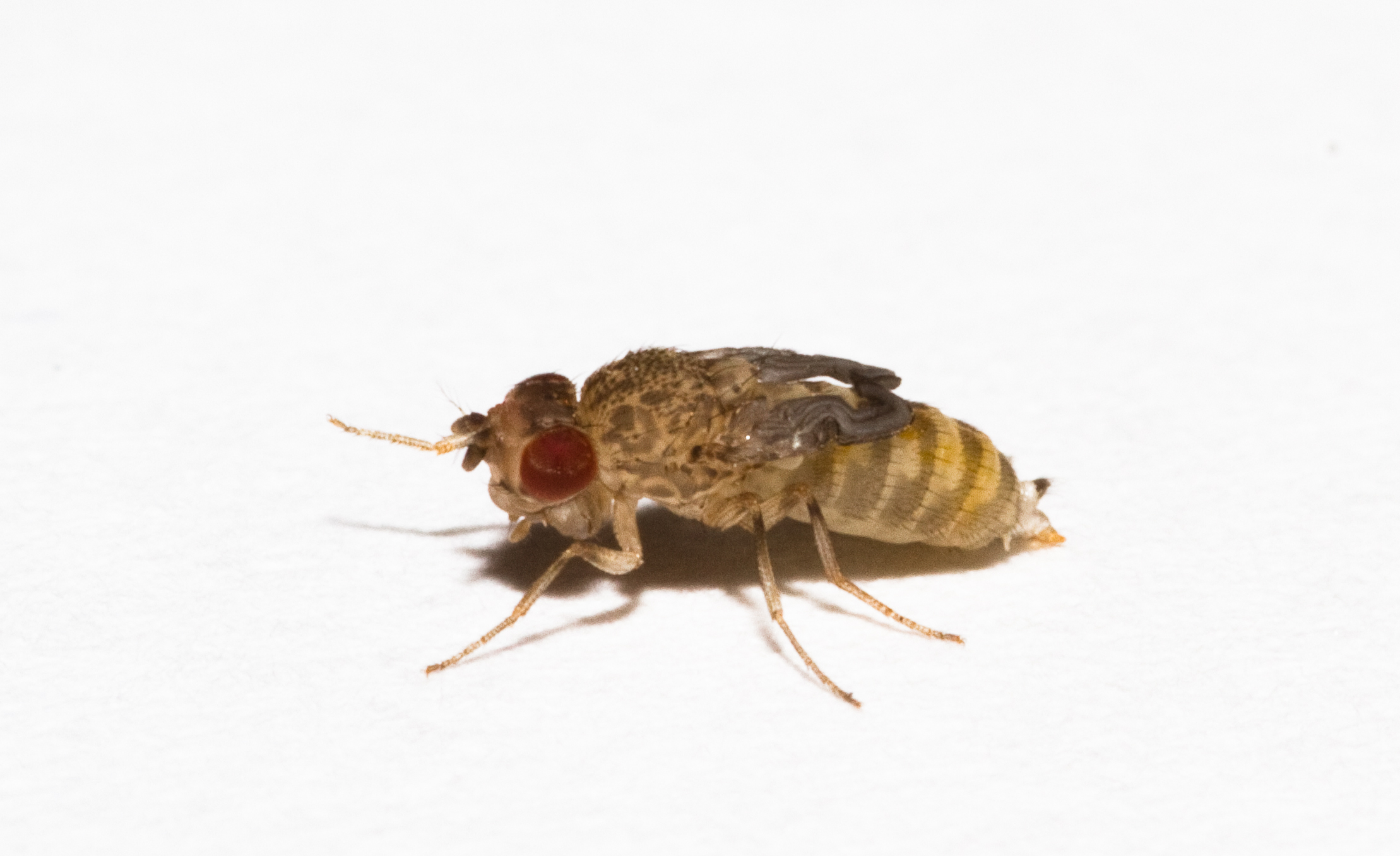
Drosophila melanogaster wingless (sin alas)

Finalmente, se logró encontrar una correspondencia entre estos genes wingless e int-1, creándose el término Wnt (contracción de ambos términos) para referirse a la familia de genes y proteínas asociadas que representaban. El año 1991, el gen int-1 se renombró consecuentemente a Wnt1.